# Апельсин (мультфильм)
«Апельсин» — советский короткометражный рисованный мультфильм. По стихотворению Людмилы Зубковой.
Второй из трёх сюжетов мультипликационного альманаха «Весёлая карусель» № 8.

## Сюжет
Мы делили апельсин.

Много нас, а он один.

Эта долька для ежа.

Эта долька для чижа…
Звери, собравшись вместе, делят апельсин. Внезапно врывается волк и похищает его. Уединившись, он делит его на дольки и собирается полакомиться им один, но остальные звери, забирая по одной дольке, в итоге разделяют его между собой. Для волка остаётся лишь кожура.

## Съёмочная группа
- Режиссёр и художник-постановщик: Галина Баринова
- Композитор: Игорь Егиков

## Культурное влияние
Выражение «Мы делили апельсин» из одноимённой песни, прозвучавшей в мультфильме «Весёлая карусель», стало прецедентной поговоркой, несущей смысловое значение «распределять имущество, ценности между несколькими субъектами». Так, например, украинская журналистка Юлия Мостовая опубликовала в выпуске газеты «Зеркало недели» от 19 февраля 2016 года статью под названием «Мы делили апельсин…», в которой сравнивала экономику Украины с апельсином, который делили в детской считалочке из мультфильма «Весёлая карусель», и гневно называла людей, торговавшихся за чиновничьи должности, «апельсиновыми вампирами», высосавшими из апельсина украинской экономики все соки и оставившими от неё высохшую заскорузлую мандаринку, которой на всех не хватит.